# 竹野谷咲
竹野谷 咲（たけのや さき、2011年〈平成23年〉9月15日 - ）は、日本の女優、元子役である。
埼玉県出身。生後8か月のときにリンナイエコワンのコマーシャルでデビュー。
2024年にテアトルアカデミーを退所し活動休止を発表。

## 人物
特技は乗馬。好きな科目は算数。

## 出演
※太字は主演、もしくはメインキャラクター。

### バラエティ番組
- アッコにおまかせ！特別編「サカスでママバトル！2017春」（2017年、TBS）
- ポンキッキーズ（2017年4月 - 2018年3月、BSフジ）
- ほんとにあった怖い話20周年スペシャル（2019年10月12日、フジテレビ）ほん怖クラブメンバー
  - ほんとにあった怖い話2020特別編(2020年10月31日、フジテレビ) ほん怖クラブメンバー
- じゃじゃじゃじゃ〜ン!（2018年10月 - フジテレビ）じゃ～ンちゃん
  - 番組では「私は」の代わりに「じゃ～ンは」と使う。

### テレビドラマ
- 連続テレビ小説（NHK）
  - とと姉ちゃん 第151話・第155話（2016年9月26日・30日） - 森井みのり 役
  - おかえりモネ 第99話・第100話（2021年9月30日・10月1日） - 麻衣 役
  - カムカムエヴリバディ 第63話 - （2022年1月31日 - ） - 藤井小夜子（幼少期） 役
- A LIFE〜愛しき人〜（2017年1月15日 - 3月19日、TBS） - 壇上莉菜 役
- NHKスペシャル 未解決事件 File.06「赤報隊事件」（2018年1月27日、NHK総合） - 小尻美樹（幼少期） 役
- 荒神（2018年2月17日、NHK BSプレミアム） - 一ノ姫（小夜） 役
- グッド・ドクター 第3話（2018年7月26日、フジテレビ） - 市川美結 役[3]
- 探偵が早すぎる 第5話（2018年8月16日、読売テレビ・日本テレビ） - 乃亜 役
- 義母と娘のブルース 第9話（2018年9月11日、TBS） - 子ども 役
- 僕が笑うと（2019年3月26日、関西テレビ・フジテレビ） - トメ子 役
- 私刑人〜正義の証明（2020年2月9日、テレビ朝日） - 松永しずく 役
- 大河ドラマ 麒麟がくる（2020年、NHK） - たま 役
- 17才の帝国 第3話 - 第5話（2022年5月21日 - 6月4日、NHK） - 白井雪 役
- 新・信長公記〜クラスメイトは戦国武将〜（2022年7月24日 - 、読売テレビ・日本テレビ） - 日下部みやび（幼少期） 役
- PICU 小児集中治療室 最終話（2022年12月19日、フジテレビ） - 当間ふき 役
- 大奥「8代・徳川吉宗×水野祐之進 編」 第9回 - （2023年3月7日 - 、NHK総合） - 小夜姫 / 徳川宗尹（少女期）役
- 月曜プレミア8 警視庁強行犯係・樋口顕「炎上」（2024年4月1日、テレビ東京） - 梶山朱莉 役

### 映画
- 劇場版 コード・ブルー-ドクターヘリ緊急救命-（2018年）
- 愛唄 -約束のナクヒト-（2019年）カナコ 役
- 凜-りん-（2019年）水上ゆめ 役

### 劇場アニメ
- モアナと伝説の海（2017年）日本語吹替版：ベビー・モアナ 役

### 雑誌掲載
- 小学一年生（小学館2018年度）モデル[4]

### Webコンテンツ
- YouTubeチャンネル『ピカいち CHANNEL』[5]MC・ピカいちキッズ[6]

### CM等
- ハウス食品「シチューミクス」
- リンナイ、ECO ONE（2012年）
- ベルコ
- サントリー、伊右衛門、冬篇（2016年）
- メットライフ生命保険　ウェブムービー「世界を味方につける新しい保険のカタチ」篇
- 東芝、鉄道ソリューション
- パイロットインキ
- アマゾンジャパン、Amazon Fire TVスティック、Fire TVがやってきた!篇（2016年）
- ドミノ・ピザ、サンタ編（2016年）
- アース製薬、「吉田家の縁側」（2017年）[7]
- アサヒグループ食品、ディアナチュラ（2017年）
- 東レ、トレビーノ（2017年）東レミちゃん 役
- ハウス食品、シチューミクス（2017年）
- 三菱地所レジデンス（2017年）
- ケンタッキーフライドチキン「カーネルの方程式」
- 日産自動車、DAYS ROOX、SUPER MOM篇（2017年）
- サンヨー食品、サッポロ一番（2018年）
- ライオン、トップ ハレタ（2018 - 2019年）
- ブランディア（2019年）
- 金冠堂、キンカン、キンカン三姉妹虫さされ篇・肩こり腰痛篇（2019年）
- ハシモト、フィットちゃんランドセル（2019 - 2020年）
- レインズインターナショナル、しゃぶしゃぶ温野菜（2019年）
- 積水ハウス
- サーティワンアイスクリーム～ワイワイケーキ～
- 桐灰化学「極寒スプレー」（2020年）
- フジパン本仕込～名前の通り2020篇～（2020年）
- 大和証券グループ～フューチャーデザイナー編～（2021年）

### ステージ
- リズミック・トラベラーWorld Tour in Artware hub（2019年4月27日）[8]